# Erard II van Brienne
Erard II van Brienne (circa 1130 - Akko, 1190) was van 1156/1161 tot aan zijn dood graaf van Brienne. Hij behoorde tot het huis Brienne.

## Levensloop
Erard II was een zoon van graaf Wouter II van Brienne uit diens tweede huwelijk met Adela van Soissons, dochter van Jan van Nesle, graaf van Soissons. Na de dood van zijn vader tussen 1156 en 1161 werd hij graaf van Brienne.
Samen met zijn broer Andreas, heer van Ramerupt, maakte hij deel uit van de voorhoede van de Derde Kruistocht die onder leiding van graaf Robert II van Dreux in september 1189 begon aan het Beleg van Akko. Zijn broer sneuvelde al op 4 oktober 1189, in een veldslag tegen Saladin. Erard zelf zou op de vlucht geslagen zijn voor de vijand en overleefde de veldslag. In de loop van 1190 sneuvelde hij tijdens het Beleg van Akko.

## Huwelijk en nakomelingen
Erard huwde met Agnes (1150-1200), dochter van heer Amadeus II van Montfaucon. Ze kregen volgende kinderen:
- Wouter III (overleden in 1205), graaf van Brienne
- Willem (overleden in 1199), heer van Pacy-sur-Armançon
- Andreas (overleden in 1181 of later)
- Jan (overleden in 1237), koning van Jeruzalem en keizer van het Latijnse Keizerrijk
- Ida, huwde met Arnulf van Reynel, heer van Pierrefitte